# Mahudha
Mahudha là một thành phố và khu đô thị của quận Kheda thuộc bang Gujarat, Ấn Độ.

## Địa lý
Mahudha có vị trí 22°49′B 72°56′Đ / 22,82°B 72,93°Đ Nó có độ cao trung bình là 37 mét (121 feet).

## Nhân khẩu
Theo điều tra dân số năm 2001 của Ấn Độ, Mahudha có dân số 15.780 người. Phái nam chiếm 52% tổng số dân và phái nữ chiếm 48%. Mahudha có tỷ lệ 69% biết đọc biết viết, cao hơn tỷ lệ trung bình toàn quốc là 59,5%: tỷ lệ cho phái nam là 78%, và tỷ lệ cho phái nữ là 59%. Tại Mahudha, 11% dân số nhỏ hơn 6 tuổi.